# Vilmos Tánczos
Vilmos Tánczos (n. 21 octombrie 1959, Sântimbru, Harghita, România) este un cercetător și etnograf maghiar din România de origine secuiască. Este membru al Asociației Etnografice „Kriza János”, al Societății Muzeului Ardelean și al Societății Etnografice Maghiare. Soția sa este regizoarea Ágnes Pethő.

## Biografie
S-a născut în Sântimbru, Harghita, dar și-a petrecut copilăria la Sâncrăieni, Harghita. A urmat școala gimnazială nr. 1 din Miercurea Ciuc, a absolvit liceul, astăzi Colegiul Național Márton Áron (1978) și a absolvit Universitatea Babeș-Bolyai din Cluj-Napoca, profilul maghiar-rus (1983). Și-a susținut în anul 1999 teza de doctorat în limba maghiară Moldvai csángó archaikus népi imádságok. Archetipikus szimbolizáció és élettér címmel („Rugăciuni populare arhaice ceangăiești din Moldova. Simbolizație arhetipală și context”) în cadrul Departamentului de limbă, cultură și civilizație românească al Universității Babeș-Bolyai.

## Activitate
Activitatea lui Vilmos Tánczos s-a axat în ultimele aproximativ două decenii pe studiul rugăciunilor populare arhaice. A publicat rezultatele cercetărilor sale din Moldova și Ghimeș între 1995 și 2001 în patru volume și a publicat o serie de studii etnografice pe această temă. În timpul activității sale pe teren, a vizitat toate satele moldovenești locuite de ceangăi, reușind astfel să adune rugăciuni arhaice sau genuri arhaice conexe din multe așezări ceangăiești din care nu existau înregistrări etnografice. Prin studiul narațiunilor, el a încercat să prezinte și, în același timp, să înțeleagă o viziune medievală religios-simbolică, care a fost uitată.
Într-una din lucrările sale A csíksomlyói kegyhely története („Istoria locului de pelerinaj de la Șumuleu-Ciuc”) și în mai multe studii ale sale s-a ocupat de tradițiile de pelerinaj de la Șumuleu și a examinat influența liturghiei ecleziastice asupra religiozității populare, precum și încorporarea tradițiilor locale în ceremoniile liturgice. De asemenea, s-a ocupat de relația dintre religiozitatea populară și cea oficială într-un context teoretic (Korunk, 1993/8). A publicat pe scurt rezultatele cercetărilor etnografice religioase maghiare din Transilvania (Ház și Ember 20, 2007).

## Publicații
- A csíksomlyói kegyhely története (Sfântu Gheorghe, 1990)
- Gyöngyökkel gyökereztél. Gyimesi és moldvai archaikus imádságok (Miercurea Ciuc, 1995)
- Keletnek megnyílt kapuja. Néprajzi esszék (Cluj-Napoca, 1996)
- Hungarians in Moldavia (Budapesta, 1998)
- Csapdosó angyal. Moldvai archaikus imádságok és életterük (Miercurea Ciuc, 1999)
- Aufgetan ist das Tor des Ostens (Volkskundliche Essays und Aufsätze, Miercurea Ciuc, 1999)
- Eleven ostya, szép virág. A moldvai csángó népi imák képei (Miercurea Ciuc, 2000)
- Nyiss kaput, angyal! Moldvai csángó népi imádságok. Archetipikus szimbolizáció és élettér (Budapesta, 2001)
- Szimbolikus formák a folklórban (Budapesta, 2007)
- Elejtett szavak. Egy csíki székely ember nyelve és világképe; Bookart, Miercurea Ciuc, 2008
- Madárnyelven. A moldvai csángók nyelvéről; Erdélyi Múzeum-Egyesület, Cluj-Napoca, 2011
- Language shift among the Moldavian Csángós; angolra ford. Agnieszka Barszczewska, Zsuzsa Borbély Bartalis; Romanian Institute for Research on National Minorities, Cluj-Napoca, 2012
- Székely népi imádságok; vál., szerk. Tánczos Vilmos; Hargita, Miercurea Ciuc, 2015 (Székely könyvtár)
- Csíksomlyó a népi vallásosságban; Nap, Budapesta, 2016

### În colaborare
- Karácsony Benő: Pjotruska (előszó és függelék, Cluj-Napoca, 1986. Tanulók Könyvtára c. könyvsorozat)
- Tizenkét év. Összefoglaló tanulmányok az erdélyi magyar tudományos kutatások 1990–2001 közötti eredményeiről. I–III. (társszerkesztő Tőkés Gyöngyvér, Cluj-Napoca, 2002)
- Képek a folklórban. Tanulmányok az archetipikus szimbolizáció köréből (Kriza Könyvek 22. Kolozsvár, 2004)
- A moldvai csángók bibliográfiája (társszerkesztők Ilyés Sándor, Pozsony Ferenc, összeáll. Ilyés Sándor, Cluj-Napoca, 2006)
- Language use, attitudes, strategies. Linguistic identity and ethnicity in the Moldavian Csángó villages; szerk. Peti Lehel, Tánczos Vilmos; angolra ford. Borbély-Bartalis Zsuzsa et al.; Romanian Institute for Research on National Minorities, Cluj-Napoca, 2012
  - Magyar népi kultúra (társszerzők Demény István Pál, Gazda Klára, Keszeg Vilmos, Pozsony Ferenc, Cluj-Napoca, 1999/2008)
  - Szöveggyűjtemény a Magyar népi kultúra című tankönyvhöz (társszerzők Gazda Klára, Keszeg Vilmos, Pozsony Ferenc, Cluj-Napoca, 1999/2008)
  - Folklórszimbólumok. Egyetemi jegyzet (Cluj-Napoca, 2006)